# Ruslan Polovinko
Ruslan Aleksandroviç Polovinko (ukrainisch Руслан Олександрович Половинко Ruslan Oleksandrowytsch Polowynko; * 21. Oktober 1969 in Smijiw, Oblast Charkiw, Ukrainische SSR, UdSSR; † 6. August 1992 im Dorf Qasapet, Rayon Tərtər, Republik Aserbaidschan) war ein aserbaidschanischer Offizier und Pilot ukrainischer Abstammung.

## Leben
Polovinko war in eine Ingenieursfamilie im ukrainischen Smijiw hineingeboren. Nach dem Schulabschluss trat er in die Höhere Militärfliegerschule für Piloten im russischen Sysran ein. Nach dem Abschluss wurde er Anfang 1991 nach Naxçıvan (Nachitschewan) entsandt, um seinen Dienst in der Militäreinheit Nr. 15425 anzutreten. Nach Erlangung der Unabhängigkeit Aserbaidschans im Oktober 1991 setzte er seinen Dienst in einer Hubschrauberstaffel in Baku als Pilot-Operator fort.
Mit der Zuspitzung armenisch-aserbaidschanischer Auseinandersetzungen in Bergkarabach nahm Polovinko aktiv an den Militäreinsätzen teil. Er zeichnete sich unter anderem bei den Kämpfen um Qubadlı, Laçın und Ağdərə (Mardakert) aus. Sein letzter Einsatz fand am 6. August 1992 statt. Zusammen mit dem Kommandanten Sakir Madschidov und dem Kampfkameraden Dschawanschir Ragimow flog Polovinko mit einem Mil Mi-24 Hubschrauber zu einem hart umkämpften Hügel nahe des Dorfes Qasapet der Provinz Tərtər, um den eingekesselten aserbaidschanischen Einheiten zur Hilfe zu eilen. Nach drei erfolgreichen Flugmanövern, bei denen armenische Truppen schwere Verluste hinnehmen mussten, wurde der Hubschrauber beim vierten Manöver von einer Rakete getroffen. Alle Insassen kamen ums Leben.
Polovinko wurde in seiner Heimatstadt Smijiw beigesetzt.

## Andenken
Per Dekret des aserbaidschanischen Präsidenten vom 14. September 1992 wurde Polovinko mit dem Titel „Nationalheld Aserbaidschans“ ausgezeichnet.
Am 8. November 2016 wurde auf Initiative der aserbaidschanisch-ukrainischen Freundschaftsgesellschaft „Dostlug“ in Charkiw eine Gedenktafel zu Ehren von Polovinko am Gebäude des Lyzeums Nr. 1 im Smijiw eröffnet.